# Карл Лінней молодший
Карл Лінней молодший (швед. Carl von Linné d.y., лат. Carolus Linnaeus filius, 1741—1783) — шведський лікар та ботанік; син Карла Ліннея.

## Біографія
Карл був першою дитиною у сім'ї Карла Ліннея та його дружини Сари Елізабет Мореа (1716—1806) (всього у них було семеро дітей).
У дев'ятирічному віці Карл розпочав навчання в Уппсальському університеті, де навчався разом із іншими студентами, яким викладав його батько. Сином Карла Ліннея опікувалися його кращі студенти, майбутні відомі ботаніки: Пер Лефлінг, Даніель Карлсон Соландер та Йоганн Петер Фальк. У 10 років він знав більшість рослин в Уппсальському старому ботанічному саду (Саду Ліннея).
У віці 18 років за протекцією батька його призначили на посаду демонстратора в Уппсальському ботанічному саду. У 1762 році Карл Лінней молодший опублікував свою першу працю — Plantarum Rariorum Horti Upsaliensis, — в якій описав рідкісні рослини ботанічного саду. У 1763 році була видана друга частина цієї праці.
У 1763 році він отримав посаду ад'юнкт-професора ботаніки кафедри практичної медицини Уппсальського університету. Це призначення на посаду професора «без здачі іспитів або захисту дисертації» викликало обурення серед його колег, тому до 1765 року він писав докторську дисертацію під керівництвом Самуеля Аурівілліуса (1721—1767) і лише після її захисту почав чмтати власні лекції. У 1965 році за розпорядженням кронпринца Густава (майбутнього короля Густава III) йому було присвоєно ступінь доктора наук. Ординарним (штатним) професором він став тільки у 1777 році, незадовго до смерті свого батька.
У січні 1778 року помер Карл Лінней старший. Він залишив величезну колекцію, яка містила два гербарії, збірки мушль, комах та мінералів, а також велику бібліотеку. Після довгих сімейних суперечок та всупереч залишеним письмовим вказівкам Карла Ліннея вся колекція дісталася його синові, який перевіз її з музею Хаммербю у свій будинок в Уппсалі і надзвичайно старанно працював над її збереженням (гербарії та збірки комах до того часу вже постраждали від шкідників та вологи). Англійський натураліст сер Джозеф Бенкс пропонував йому продати колекцію, але він відмовився.
Весною 1781 року Карл Лінней молодший вирушив у тривалу ботанічну подорож Західною Європою. Однією з цілей подорожі була підготовка до нового видання книги його батька Systema Naturae.
З травня 1781 року до серпня 1782 року він жив в Англії — переважно у будинку натураліста Джозефа Бенкса, Президента Лондонського королівського товариства (1778—1820), займаючись вивченням його ботанічної колекції.
Після цього він відвідав Бельгію, Нідерланди, був у Парижі (де король Людовик XVI удостоїв його аудієнції та подарував три величезних ботанічних фоліанти з п'ятьма сотнями гравюр на міді), Кілі, Гамбурзі (де гостював у Пауля Дітріха Гізеке), Копенгагені, Гетеборзі.
Скористатися результатами своєї подорожі він не встиг: ще під час перебування у Лондоні він захворів жовтяницею - і незабаром після повернення на батьківщину, 1 листопада 1783 року, раптово помер (за іншими даними він помер від інсульту).
Наукові досягнення Карла Ліннея молодшого набагато скромніші, ніж у його батька. Найбільш відома його робота - Supplementum Plantarum systematis vegetabilium (1781), містить відредаговані та доповнені Карлом Ліннеєм молодшим ботанічні описи, зроблені Карлом Ліннеєм старшим, його учнями та послідовниками.

## Окремі праці
- Decas prima [et secunda] plantarum rariorum Horti Upsaliensis sistens descriptiones & figuras plantarum minus cognitarum. — Stockholm, 1762—1763.
- Plantarum rariorum Horti Upsaliensis fasciulus Primus, 1767.
- Nova graminum genera…, 1779.
- Supplementum plantarum Systematis vegetabilium editionis decimae tertiae, Generum plantarum editionis sextae, et Specierum plantarum editionis secunda. — Braunschweig, 1781.